# Huerniopsis atrosanguinea
Huerniopsis atrosanguinea là một loài thực vật có hoa trong họ La bố ma. Loài này được (N.E. Br.) A.C. White & B. Sloane mô tả khoa học đầu tiên năm 1937.